# Салий, Юрий Яковлевич
Юрий Яковлевич Салий (род. 1886, Хлыстуновка — ум. 1972, Хлыстуновка) — участник Первой мировой войны, полный кавалер знака отличия ордена Святого Георгия (солдатских Георгиевских крестов).

## Биография
Родился в 1886 году в селе Хлыстуновке (ныне Городищенского района Черкасской области) в крестьянской семье. По достижении совершеннолетия его призвали в армию. Служил в Самаре в артиллерийской части оруженосцем у генерала. Во время Первой Мировой войны он дважды спасал жизнь генералу. За это он получил четыре Георгиевских креста, которые являются солдатским знаком отличия ордена Святого Георгия.
В 1918 году, по окончании войны, Салий вернулся домой, женился на девушке из соседнего села Вязовок. Со становлением Советской власти Салия в 1920 году арестовали и посадили в черкасскую тюрьму на год. Во время Голодомора ездил в Среднюю Азию за мукой, обменяв на него свой один Георгиевский крест.
В годы Великой Отечественной войны Салий находился в оккупации. По возрасту в армию его не брали, поэтому он работал дома. Немецкие оккупанты заставляли его возить продовольствие из Млиева до Хлистуновки. За отказ выполнять эту работу потерял глаз.
Умер Салий в 1972 году дома.